# Ficologie

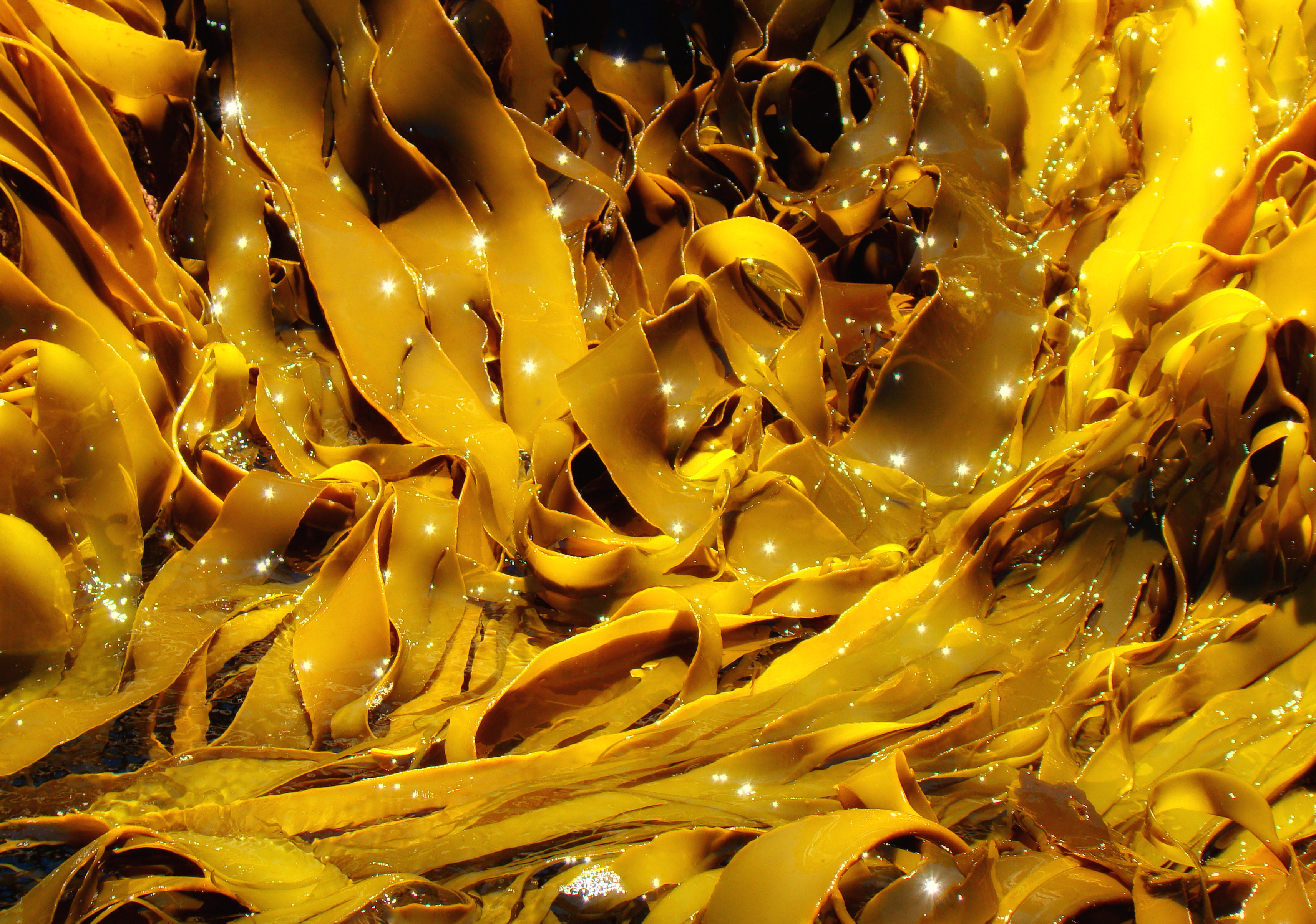
Varec în portul Hazards, Parcul Național Freycinet, Tasmania, Australia.

Ficologia (numită și algologie) este o ramură a botanicii care se ocupă cu studiul algelor. Studiul ficologic cuprinde și formele procariote de alge, care sunt cunoscute și ca alge albastre-verzi sau cianobacterii (cianofite). Unele alge microscopice participă și la relația de simbioză din licheni.